# Mir Fontane

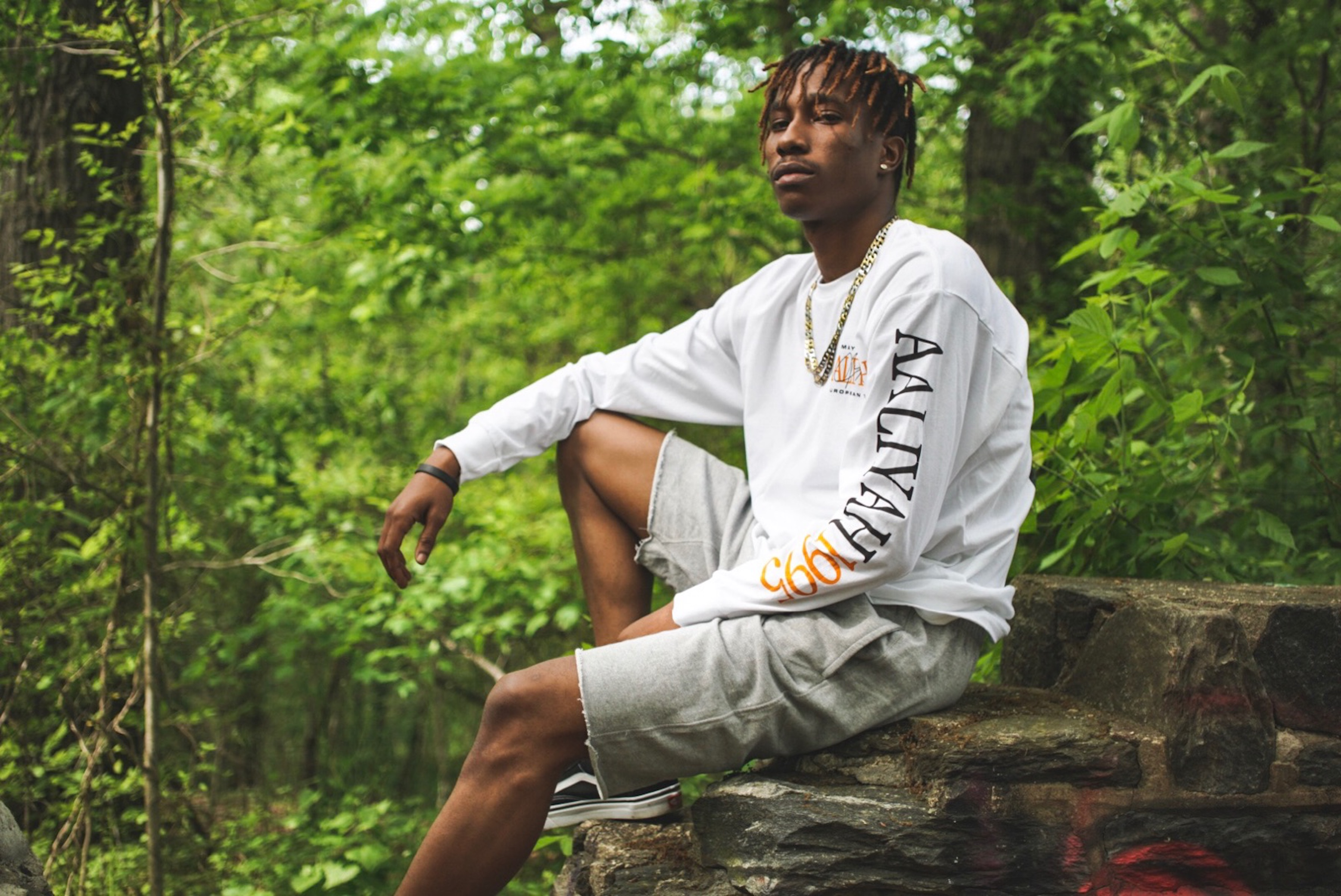
Mir Fontane

Mir Fontane (Camden, Nueva Jersey, Estados Unidos, 1994) es un rapero y vocalista estadounidense.

## Primeros años
El rapero y vocalista, Mir Fontane originalmente llamado Jamir Daaliya, nació en Camden, Nueva Jersey en 1994. Pasaba mucho de su tiempo dibujando y escuchando Hip Hop clásico así como R&B de los noventa, yendo a la escuela con su abuelo escuchando música R&B en la radio. El desarrollo una rima única en conjunto con su manera de pensar, su humor, su manera de poder contar una historia y presentarla en una obra colorida en producción musical siendo de forma directa y resultando ser fácil de escuchar.

## Carrera musical
Influido por los sonidos de 50 Cent y Drake, Mir Fontane es un melódico artista conocido por su vívida narración y frases contundentes que representan sin esfuerzo la vida en las duras calles de Camden.
El mismo produjo varios de sus mixtapes incluyendo “He So Crazy” en 2014, “Who’s Watching the Kids” en 2016. En continuación firmó con la subdivisión de Atlantic Records, 300 Entertainment y comenzó a trabajar en su álbum debut, “Camden”, álbum que salió a la luz en 2017. Antes de que saliera a la luz "Camden" el artista publicó los sencillos "Frank Ocean", "Still in the Hood" y "Down by the River" dando una prueba de lo que se podría encontrar en el álbum. Como siguiente publicó el álbum "Macaroni Tony" como su primer álbum después de su álbum debut, este publicado en 2018.
Mir también ha sido abridor y acompañante de escenario junto con grandes artistas como PNB Rock, A$AP Mob, SZA, Nappy Roots, T Dot illdude, Asia Sparks, Joey Fatts, Earth Gang, Choo Jackson, Mike Zombie y Fat Trel así mismo consiguiendo una gran variedad de nuevos aficionados a lo largo del camino.

## Álbumes y sencillos
Sencillos como "Arizona" junto con el artista Ish Williams, "Down By The River", "Still In The Hood", "WYD", "Hesitate" junto con el artista Drama, "Know Better", "New Friends" junto con el cantante Kodie Shane, "Bodega Remix" y "Stoop Kids"junto con el rapero Fetty Wap.

### Who's Watching the Kids
El proyecto de 10 pistas tiene como colaboraciones a Young Savage, Ish Williams y Kam DeLa siendo los únicos artistas involucrados. Una mezcla de melodías pegajosas, versos implacables y cierres conmovedores hacen que el álbum sea reconocido por oyentes del Hip Hop.

### Camden
Camden es un álbum compuesto de historias y escenas que el mismo Mir Fontane presenció mientras crecía en Camden, Nueva Jersey. "Down By the River" y "$horty $tory" son historias de eventos reales que le ocurrieron.

### Macaroni Tony
El disco de 10 pistas y 22 minutos es liviano en sus características, y en su mayoría se limita a algunos productores. Kodie Shane aparece en "New Friends", y Drama se une a "Hesitate", ambos sencillos previamente vistos. La mayoría de las pistas son producidas por Kenif Muse, con producción adicional de Kev Rodgers, Kees y Mike Zombie.